# Crash in the Desert

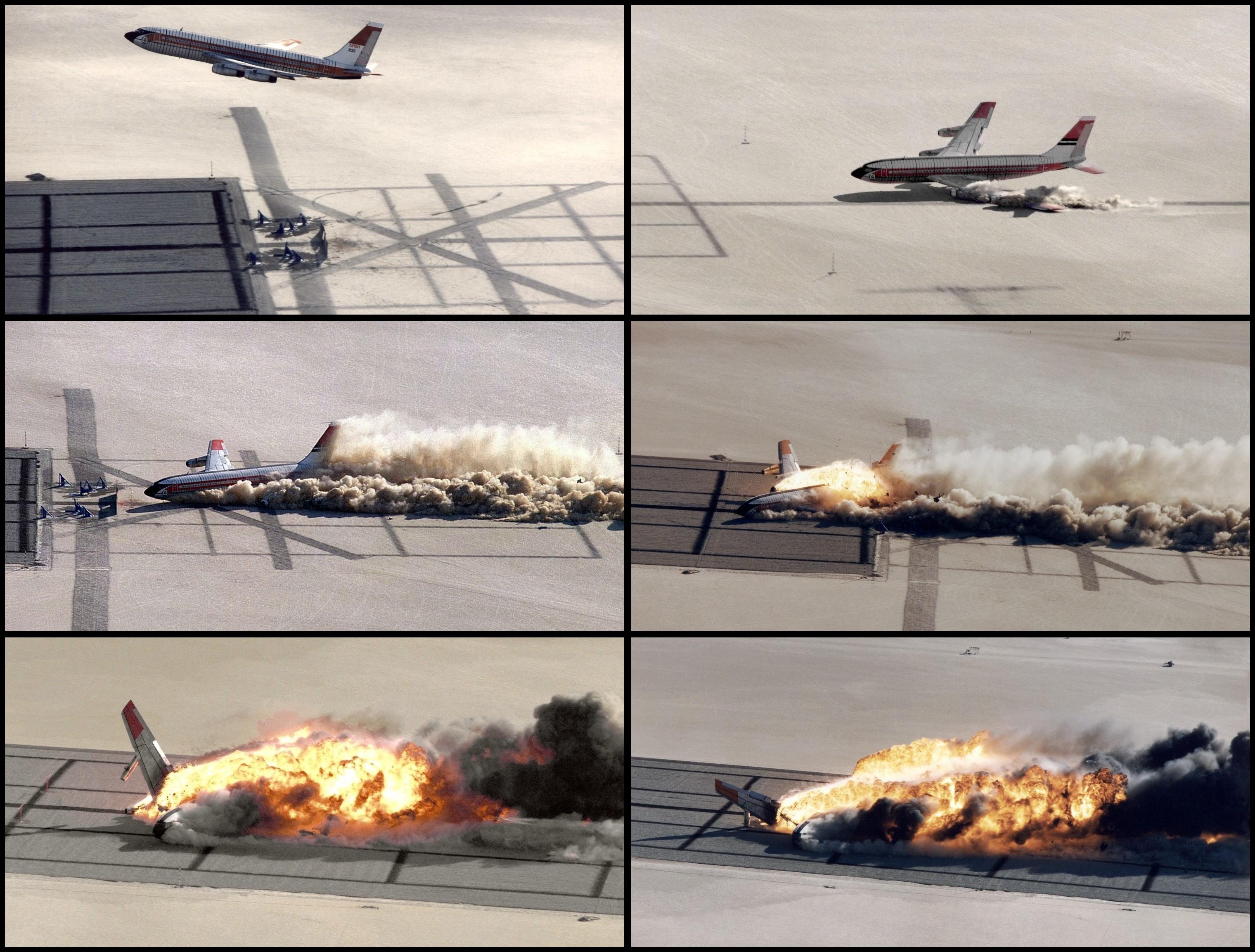
controlled impact demonstration

De Crash in the Desert, officieel Controlled Impact Demonstration genaamd, was een geënsceneerde vliegramp in een gezamenlijk project van de National Aeronautics and Space Administration (NASA) en de Federal Aviation Administration (FAA) om het neerstorten van een Boeing 720 te testen.
De Boeing 720 steeg op 1 december 1984 op vanaf de Edwards Air Force Base in Californië. Het vliegtuig werd, op afstand, bestuurd door Fitzhugh Filton, van de NASA Dryden Remotely Controlled Vehicle Facility. De bedoeling was dat het vliegtuig in een "wingslevel" toestand op de landingsbaan zou landen. Dit deel mislukte gedeeltelijk omdat het vliegtuig van koers raakte.
Op 27 april 2012 werd een soortgelijk experiment uitgevoerd met een Boeing 727.